# フランシス・パーカー・シェパード
フランシス・パーカー・シェパード（Francis Parker Shepard、1897年5月10日 - 1985年4月25日）はアメリカ合衆国の堆積学者である。海底谷や大陸棚や大陸斜面の海底流の研究で知られる。
マサチューセッツ州のMarbleheardで生まれた。ハーバード大学でR. A. Dalyのもとで地質学を学ぶが、第一次世界大戦でいったん学業は中断された。シカゴ大学でロッキー山脈の構造地質学の研究を行い、1922年に博士号を取得した。父親はシェパード汽船ラインの社長で、ヨットを所有していたことから、海洋地質学の分野に転じた。
ニューイングランドの大陸棚の堆積物を調べ、大陸棚の形成におよぼす海水面変化の影響の証拠を見出した。カリフォルニア沖の海洋谷の研究を行った。シカゴ大学を離れ、ロバート・シンクレア・ディーツ、ケネス・エメリーとともに、カリフォルニア州ラホヤのスクリップス海洋研究所に移った。海洋谷は更新世の海水面が低下した時期に河川によって侵食された考えた。
第二次世界大戦中は、海底に関する知識を潜水艦作戦のために海軍に助言し、戦後は米国石油協会のプロジェクトの責任者として北部メキシコ湾の堆積層の研究を行った。
ロンドン地質学会から1966年にウォラストン・メダルを受賞し、1978年に国際堆積学協会 (International Association of Sedimentologists)からソービー・メダルを受賞した。堆積地質学会(Society for Sedimentary Geology)は1967年から海洋地質学の業績を表彰するフランシス・P・シェパード・メダル (Francis P. Shepard Medal) を設けた。